# 霍尔格·施奈德
霍尔格·施奈德（德語：Holger Schneider，1963年8月4日—），德国男子手球运动员。他曾代表东德、德国参加1988年和1992年夏季奥林匹克运动会手球比赛，最好名次为1988年奥运会的第七名。